# Mandla Masango
Mandla Greatful Masango (født 18. juli 1989) er en sydafrikansk fodboldspiller, der spiller i SuperSport United, hvortil han er på leje fra Randers FC.
Den 31. januar 2017 på transfervinduets sidste dag skiftede Mandla Masango til SuperSport United på en lejeaftale efter længere tids kontroverser med Randers FC.